# 4376 Shigemori
A 4376 Shigemori (ideiglenes jelöléssel 1987 FA) a Naprendszer kisbolygóövében található aszteroida. Nídzsima Cuneo és Urata Takesi fedezte fel 1987. március 20-án.